# Moenkhausia pyrophthalma
Moenkhausia pyrophthalma is een straalvinnige vissensoort uit de familie van de karperzalmen (Characidae). De wetenschappelijke naam van de soort is voor het eerst geldig gepubliceerd in 1994 door Costa.